# 74 Aquarii
74 Aquarii, som är stjärnans Flamsteed-beteckning, är en trippelstjärna belägen i den mellersta delen av stjärnbilden Vattumannen och har även variabelbeteckningen HI Aquarii. Den har en kombinerad skenbar magnitud på 5,79 och är svagt synlig för blotta ögat där ljusföroreningar ej förekommer. Baserat på parallaxmätning inom Hipparcosuppdraget på ca 5,0 mas, beräknas den befinna sig på ett avstånd på ca 700 ljusår (ca 200 parsek) från solen. Den rör sig närmare solen med en heliocentrisk radialhastighet på ca -7 km/s.

## Egenskaper
Primärstjärnan 73 Aquarii A är en blå till vit underjättestjärna av spektralklass B8 IV/V. Den har en radie som är ca 4,4 gånger större än solens och utsänder från dess fotosfär ca 424 gånger mera energi än solen vid en effektiv temperatur av ca 11 100 K.

## Spektroskopisk dubbelstjärna
Det inre stjärnparet i 73 Aquarii bildar en dubbelsidig spektroskopisk dubbelstjärna, där närvaron av båda komponenterna avslöjas genom Dopplerförskjutningen av deras spektrallinjer. De upptäcktes och banan beräknades av Richard J. Wolff vid University of Hawaii 1974. En förfinad bana beräknades 2004 av de italienska astronomerna Giovanni Catanzaro och Paolo Leto 2004. Omloppsperioden är 3,4 dygn.

## Visuell följeslagare
En tredje stjärna kretsar kring det inre paret med en period av 9,5 år med en typisk vinkelseparation på 0,046 bågsekunder. År 2010 hade den en vinkelseparation från primärstjärnan på 0,069 bågsekunder vid en positionsvinkel på 285,9°. Detta motsvarar en projicerad separation på 13,9 ± 2,4 AE.